# Jolanta Nieczypor
Jolanta Wambeck z d. Nieczypor (ur. 13 grudnia 1967 w Miliczu) – była polska piłkarka, występująca na pozycji pomocniczki lub napastniczki, zawodniczka głównie drużyn niemieckich (dwukrotna wicekrólowa strzelczyń Frauen-Bundesligi, wicemistrzyni Niemiec i zdobywczyni krajowego pucharu), w latach 1990–1999 reprezentantka kraju.

## Kariera klubowa
Regularne treningi piłkarskie rozpoczęła w 1986 r. - mając 18 lat - w AZS Wrocław. Do tego klubu zgłosiła się namówiona przez koleżankę, która przeczytała ogłoszenie o naborze do żeńskiej drużyny „akademiczek” w lokalnej gazecie. Wcześniej grywała wyłącznie na boiskach szkolnych i na podwórku. W barwach AZS zadebiutowała i regularnie grywała w ówczesnej I lidze, a w sezonie 1990/91 została finalistką Pucharu Polski, ulegając w nim Stilonowi Gorzów Wlkp. W lipcu 1991 r. przeszła do grającego w Frauen-Bundeslidze VfB Rheine i do zakończenia kariery występowała na najwyższym szczeblu ligowym w Niemczech. W nowym zespole oraz w najwyższej klasie rozgrywkowej „za Odrą” zadebiutowała 25 sierpnia 1991, grając cały mecz inauguracyjnej kolejki sezonu 1991/92 grupy północnej przeciwko Eintrachtowi Wolfsburg i odnosząc zwycięstwo 4:2. W barwach Rheine została pierwszy raz wicekrólową strzelczyń grupy północnej Bundesligi. Po odejściu z tego klubu zaliczyła jeden, mało udany sezon w Eintrachcie Wolfsburg. Największe sukcesy święciła w połowie lat 90., jako zawodniczka ekipy z Duisburga (1995–1998) – początkowo występującej pod nazwą FC Rumeln-Kaldenhausen, a następnie FCR Duisburg 55. Najpierw w sezonie 1996/97 z FC Rumeln-Kaldenhausen awansowała do finału Frauen-Bundesligi (8 czerwca 1997), w którym uległa Grün-Weiß Brauweiler po serii rzutów karnych 3:5, a w sezonie 1997/98 z FCR Duisburg 55 wywalczyła Puchar Niemiec (Puchar DFB), pokonując 16 maja 1998 w finale na Stadionie Olimpijskim w Berlinie FSV Frankfurt 6:2 (zdobyła w nim dwa gole). Ponadto, już w debiutanckim sezonie gry w FC Rumeln-Kaldenhausen po raz drugi została wicekrólową strzelczyń grupy północnej Bundesligi (21 bramek, w tym pięć strzelonych w pierwszym meczu ligowym w nowej drużynie).

## Kariera reprezentacyjna
W seniorskiej reprezentacji Polski zadebiutowała 6 maja 1990 w Bobrujsku (Białoruska SRR), w wygranym 2:0 towarzyskim meczu przeciwko ZSRR. Wystąpiła w nim w podstawowym składzie, grając przez całe - trwające 2 x 40 minut - spotkanie i zdobywając swojego pierwszego gola w kadrze narodowej (trafiła w 65. minucie, ustalając wynik). Kluczowa dla jej piłkarskiej kariery - nie tylko reprezentacyjnej, lecz zwłaszcza klubowej - była towarzyska potyczka z Niemkami. 9 maja 1991 w Aue „biało-czerwone” przegrały co prawda 1:2, tracąc bramkę w ostatniej minucie (grano 2 x 40 minut), lecz Nieczypor rozegrała bardzo dobre spotkanie, strzelając gola w 46. minucie (na 1:1). Po zakończeniu meczu otrzymała propozycję transferu do bundesligowego VfB Rheine, z której po kilku tygodniach skorzystała, a decyzja o grze w Niemczech znacząco wpłynęła na jej dalsze życie. 12 września 1995 w Gorlicach, w wygranym 9:0 spotkaniu eliminacji do mistrzostw Europy 1997 przeciw Estonii ustrzeliła jedynego hat tricka w kadrze. Ostatni raz w reprezentacji zagrała 6 listopada 1999 w Wavre, w przegranym 1:4 meczu eliminacji do mistrzostw Europy 2001 przeciwko Belgii. W latach 1990–1999 w kadrze narodowej wystąpiła w 36 oficjalnych spotkaniach międzypaństwowych, zdobywając w nich 17 goli.

## Sukcesy
- Puchar Polski:
  - Finalistka: 1990/91 (z AZS Wrocław)
- Mistrzostwa Niemiec:
  - Finalistka: 1996/97 (z FC Rumeln-Kaldenhausen)
- Puchar Niemiec (Puchar DFB):
  - Zdobywczyni: 1997/98 (z FCR Duisburg 55)

## Życie prywatne
Wychowywała się w Gogołowicach, a w Miliczu ukończyła szkołę podstawową i liceum. Mieszka w Niemczech, gdzie wyszła za mąż.